# ヤクブ・ドヴォルスキー
ヤクブ・ドヴォルスキー（Jakub Dvorský、1978年-）は、チェコのFlash作家で、現在はゲームデザイナー。

## 経歴
ブルノ出身。プラハ工芸美術大学卒業。
イラストレーターの父親とアニメ作家（絵本作家でもある）の母親の家に生まれ、幼い頃からチェコやロシアのアニメに耽溺する。
大学の卒業制作の『Samorost』は2003年に発表されると、国際的に知られるようになった。卒業後はゲーム関連企業のAmanita Designを設立している。
2006年に発表した『Samorost 2』は翌年のGameShadow Innovation in Games Awardsで賞を受賞している。